# Jean Dujardin
Jean Edmond Dujardin (Rueil-Malmaison, 19 juni 1972) is een Franse humorist, producent en acteur. Hij is buiten Frankrijk vooral bekend geworden door zijn rol van George Valentin in de film The Artist (2011).

## Levensloop
Dujardin groeide op in Plaisir. Na zijn middelbare school te hebben afgemaakt ging hij werken bij het bouwbedrijf van zijn vader. Een paar jaar na zijn militaire dienst begon hij te acteren.

## Filmografie
- 1996-1999 -  Carré Blanc/Nous C Nous meerdere rollen
- 1997-1998 -  Farce Attaque als zichzelf
- 1999-2003 -  Un gars, une fille als Jean
- 2002 -  à l'abri des regards indiscrets als Jean-Luc
- 2002 -  If I Were a Rich Man als Weston de verkoper
- 2003 -  Toutes les Filles sont folles als Lorenzi
- 2003 -  Bienvenue chez les Rozes als Mathieu Gamelin/MG
- 2003 -  Les Clefs de bagnole als zichzelf
- 2004 -  Le Convoyeur als Jacques
- 2004 -  Mariages! als Alex
- 2004 -  Les Dalton als Cowboy
- 2004 -  Rien de grave als VRP
- 2005 -  La vie de Michel Muller est plus belle que la vôtre als Michel Muller
- 2005 -  Brice de Nice als Brice Agostini
- 2005 -  L'Amour aux trousses als Franck
- 2005 -  Il ne faut jurer de rien! als Valentin
- 2006 -  OSS 117 : Le Caire, nid d'espions als OSS 117
- 2006 -  Hellphone als The warrior of the celler
- 2007 -  Contre-enquête als Richar Malinowski
- 2007 -  99 Francs als Octave Parango
- 2008 -  Ca$h als Cash
- 2009 -  A Man and His Dog als de werker
- 2009 -  OSS 117 : Rio ne répond plus als OSS 117
- 2009 -  Lucky Luke als Lucky Luke
- 2010 -  Les Petits Mouchoirs als Ludo
- 2010 -  The Clink of Ice als Charle Falque
- 2010 -  Un balcon sur la mer als Marc
- 2011 -  The Artist als George Valentin[2]
- 2012 -  The Players als Fred/Olivier/François/Laurent/James
- 2013 -  The Wolf of Wall Street als Jean Jacques Saurel
- 2014 - The Monuments Men als Jean Claude Clermot
- 2014 - La French als Pierre Michel
- 2015 -  Un plus une als Antoine
- 2016 - Un homme à la hauteur als Alexandre
- 2019 - Deerskin als Georges
- 2019 - J'accuse als Marie-Georges Picquart
- 2020 - Effacer l'historique als le chasseur de panda (photo)
- 2021 - OSS 117 : Alerte rouge en Afrique noire als OSS 117
- 2022 - Novembre als Fred
- 2023 - Sur les chemins noirs als Pierre

## Prijzen
Dujardin kreeg een Oscar voor beste acteur, voor zijn rol als George Valentin in The Artists. Daarnaast kreeg hij in 2012 een Golden Globe als beste acteur in een musical-comedy, de BAFTA Award voor beste acteur in een hoofdrol, de Screen Actors Guild Award voor opmerkelijke prestaties door een mannelijke hoofdrolspeler en de prijs voor beste acteur op het filmfestival van Cannes.
- Biblioteca Nacional de España: XX4766699
- Bibliothèque nationale de France: cb14072014b (data)
- Catàleg d'autoritats de noms i títols de Catalunya: 981058507872306706
- Gemeinsame Normdatei: 138668787
- International Standard Name Identifier: 0000 0001 1628 7702
- Library of Congress Control Number: n2008028918
- MusicBrainz: 25442103-eab4-4703-8d3b-0e29c6ff661b
- Nationale Bibliotheek van Tsjechië: pna2007424685
- Nationale Bibliotheek van Israël: 987007436804905171
- Nationale Bibliotheek van Polen: a0000003802880
- Nederlandse Thesaurus van Auteursnamen: 293539596
- SNAC: w6xd4r2v
- Système universitaire de documentation: 074790862
- Virtual International Authority File: 85129706
- WorldCat: E39PBJdctJBVtCykvkV6k6HKVC